# Komárovský rybník (Branžež)
Komárovský rybník je rybník v CHKO Český ráj, druhý největší na tomto území po rybníku Žabakor. Nachází se v rekreační oblasti Branžež – Nová Ves v okrese Mladá Boleslav. Další sídla v blízkém okolí jsou Zakopaná a Srbsko. Převážně zabrané katastrální území je Branžež, malou částí též Suhrovice. 4 km dále na jihozápad leží obec Kněžmost – jihozápadní brána Českého ráje.

## Historie
Dříve, v době rozkvětu rybníkářství (období cca 16.–18. století), byly na tomto místě tři „Komárovské rybníky“, po jejichž hrázích vedly spojovací cesty. Všechny tyto rybníky byly později zrušeny pro potřeby pastvin a až v polovině 20. století byl znovu napuštěn jen největší rybník z nich, dnes známý právě jako „Komárovský“.

## Popis a využití
Rybník byl dříve spíše rybářským centrem, dnes však už slouží více jako rekreační centrum západní části Českého ráje. Jeho písčité dno a dobrý přístup do vody jsou vhodné pro rodiny s dětmi. K dispozici je několik pláží a kempů, okolní terén je vhodný pro turistiku a cykloturistiku. Romantický ráz krajiny dokreslují zejména na severní straně širokého údolí pískovcové Příhrazské skály v čele se skalním masivem Sokolkou. V okolí jsou rozlehlé jehličnaté lesy a Žehrovská obora.
Podle sdělení Ministerstva zdravotnictví České republiky ze dne 28. února 2014 nebude Komárovský rybník na základě žádosti vlastníka předmětného vodního díla, nadále uváděn v seznamu vod, které jsou určeny pro koupání osob. Z tohoto důvodu nebude již jakost koupací vody rybníka v rekreační sezóně sledována Krajskou hygienickou stanicí.

## Základní údaje
Rybník má vodní plochu o rozloze 38 ha, dosahuje hloubky až 2,5 m a leží v nadmořské výšce 270 m.

## Vodní režim
Rybník je napájen nedaleko pramenící Kněžmostkou a dalšími třemi přítoky, nejdelší z nich (cca 5 km) se někdy nazývá Mezilužský (pramení v Meziluží), ale má nesouvislý tok.

## Fotogalerie

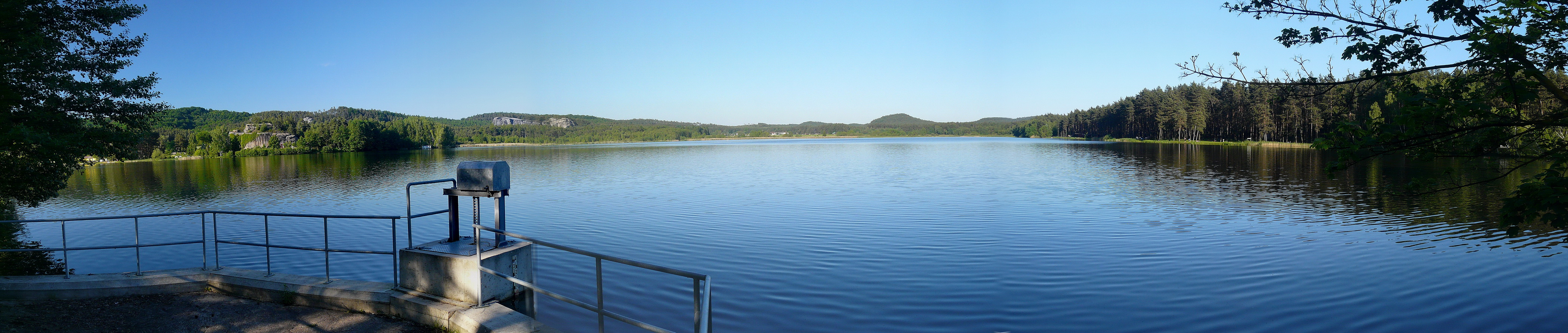
Komárovský rybník
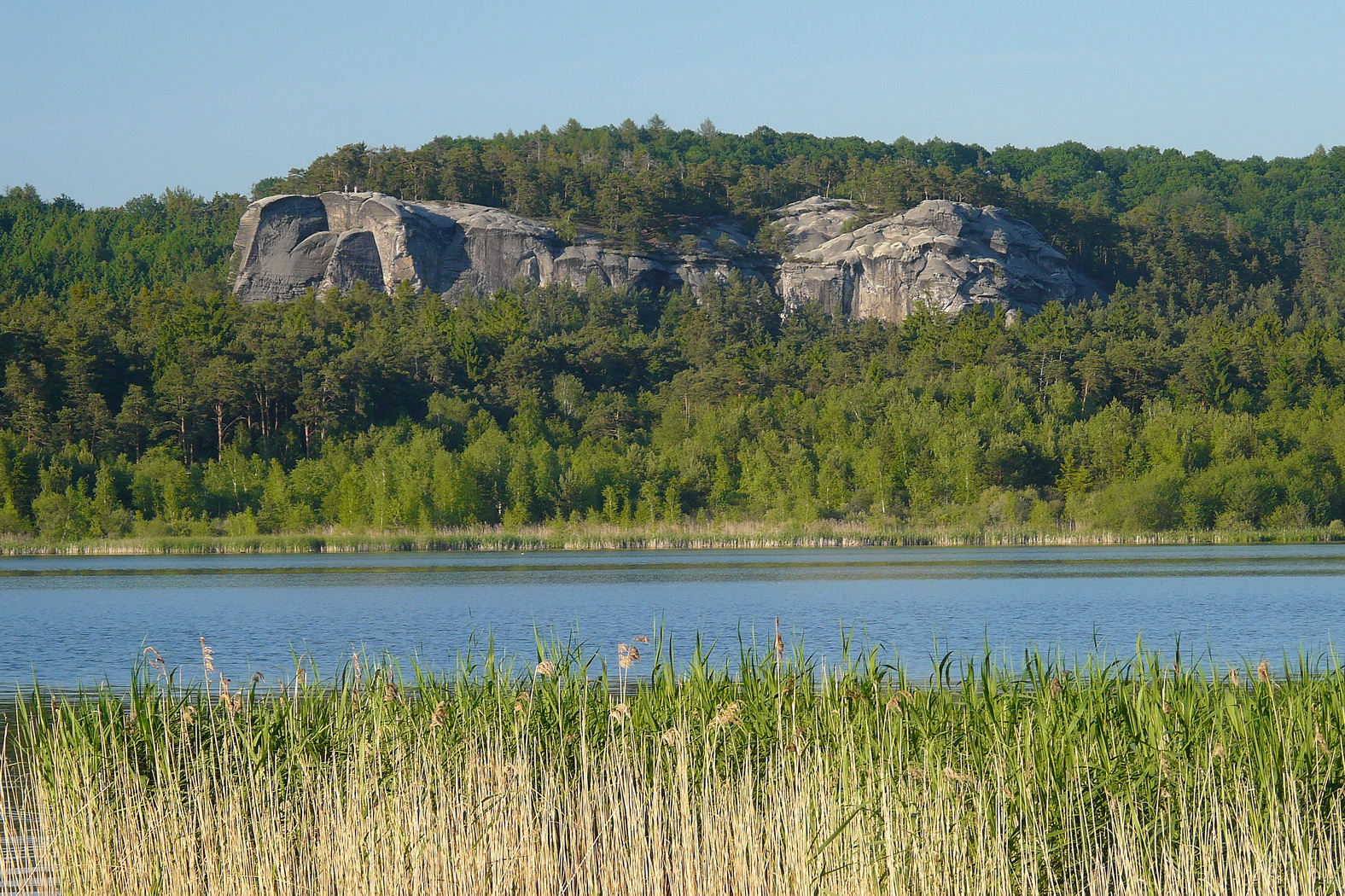
Skála Sokolka nad Komárovským rybníkem
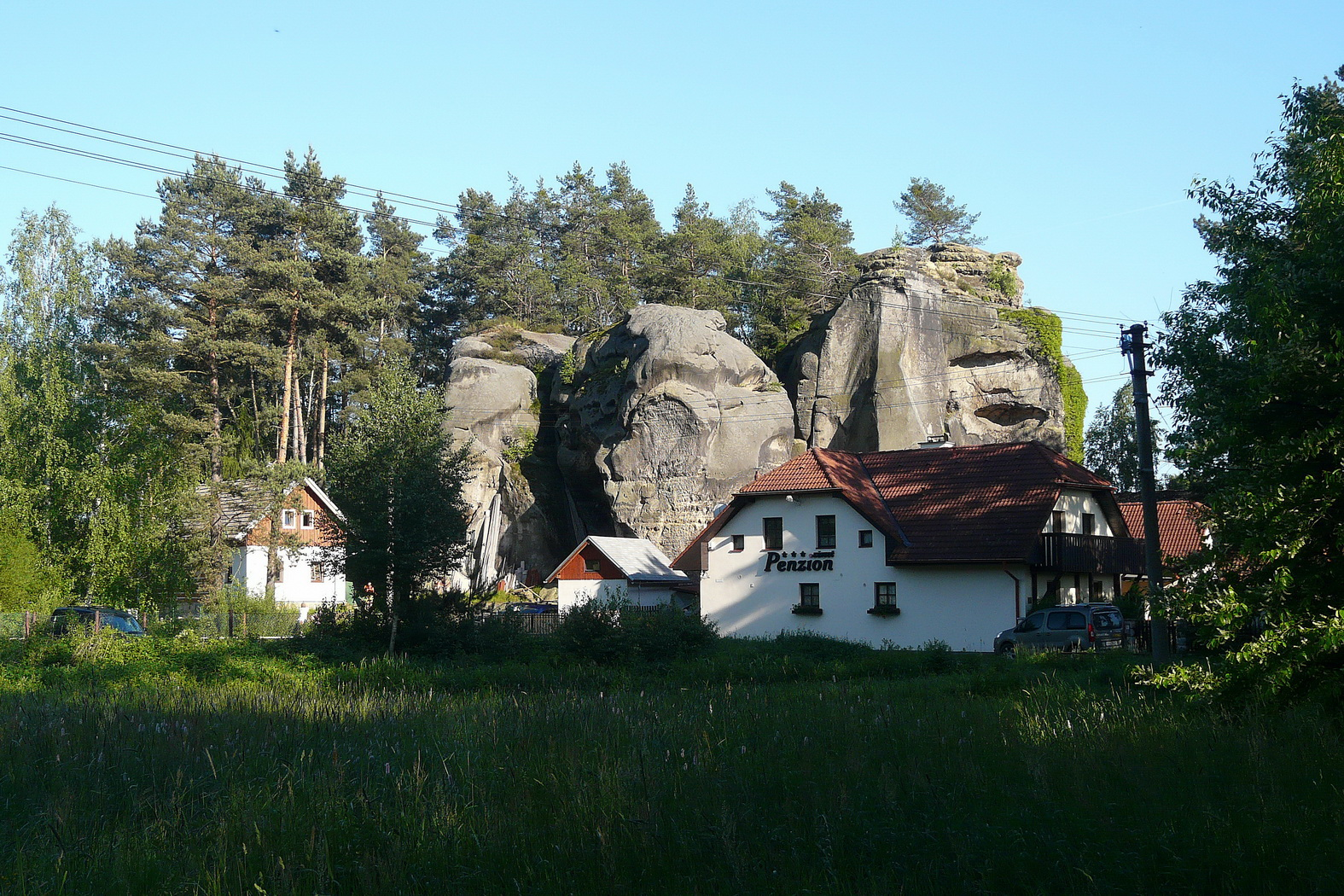
Penzion Křineč